# Pentila evander
Pentila evander är en fjärilsart som beskrevs av Pieter Cramer 1782. Pentila evander ingår i släktet Pentila och familjen juvelvingar. Inga underarter finns listade i Catalogue of Life.